# Lista Chorwatów w polskiej lidze żużlowej
Zawodnicy z Chorwacji w lidze żużlowej w Polsce
Uwaga! Niektórzy z zawodników mimo podpisanych umów nie wystąpili w żadnym oficjalnym meczu ligowym swoich drużyn.

(nazwiska w kolejności alfabetycznej)
| Imię i nazwisko           | Klub            | Rok       | Źródło |
| ------------------------- | --------------- | --------- | ------ |
| Dino Kovačić, ur. 1994    | Start Gniezno   | 2011      | [ 1 ]  |
| Dino Kovačić, ur. 1994    | KSM Krosno      | 2012      | [ 1 ]  |
|                           |                 |           |        |
| Zlatko Krznarić, ur. 1972 | Unia Tarnów     | 2001–2002 | [ 2 ]  |
|                           |                 |           |        |
| Nicola Martinec, ur. 1990 | Kolejarz Rawicz | 2007–2008 | [ 3 ]  |
|                           |                 |           |        |
| Jurica Pavlic, ur. 1989   | TŻ Lublin       | 2006      | [ 4 ]  |
| Jurica Pavlic, ur. 1989   | Unia Leszno     | 2007–2012 | [ 4 ]  |
| Jurica Pavlic, ur. 1989   | Stal Rzeszów    | 2013      | [ 4 ]  |
| Jurica Pavlic, ur. 1989   | Sparta Wrocław  | 2014      | [ 4 ]  |
| Jurica Pavlic, ur. 1989   | GKM Grudziądz   | 2015      | [ 4 ]  |
| Jurica Pavlic, ur. 1989   | Unia Leszno     | 2018–2020 | [ 4 ]  |